# Abby McDonald
Abigail 'Abby' McDonald; Pseudonym von Abigail Haas (* 1985 oder 1986 in Sussex, Vereinigtes Königreich); ist eine Schriftstellerin.
Sie wuchs in Sussex auf und studierte an der University of Oxford Politikwissenschaft, Philosophie und Volkswirtschaftslehre. Während ihres Studiums arbeitete sie unter anderem für den New Musical Express und CosmoGirl!. Ihre ersten veröffentlichten Novellen sind Sophomore Switch und The Popularity Rules. Ihr Debüt wurde bisher nach Deutschland, Polen und Japan verkauft. Die Rechte für den deutschsprachigen Raum wurden von Bertelsmann erworben.